# Chi Côca
Chi Côca (danh pháp khoa học: Erythroxylum, đồng nghĩa: Erythroxylon) là một chi thực vật có hoa trong họ Erythroxylaceae. Một trong số các loài được biết đến nhiều nhất là côca (Erythroxylum coca), nguồn của loại ma túy cocain cũng như của loại trà coca có tính kích thích nhẹ. Một loài khác, Erythroxylum vacciniifolium được sử dụng như là chất kích thích tình dục trong y học cổ truyền Brasil.
Các loài Erythroxylum là nguồn thức ăn cho ấu trùng của một vài loài côn trùng cánh vẩy (Lepidoptera spp.), bao gồm cả Dalcera abrasa, được ghi nhận trên E. deciduum.

## Các loài
Chi này là đa dạng nhất về loài trong họ Côca, với các nguồn khác nhau ước tính số loài khoảng 230-250, bao gồm:
- Erythroxylum amazonicum
- Erythroxylum areolatum
- Erythroxylum argentatum
- Erythroxylum australe
- Erythroxylum brownianum
- Erythroxylum campestre
- Erythroxylum carinatus
- Erythroxylum cataractarum
- Erythroxylum catuaba - catuaba
- Erythroxylum citrifolium
- Erythroxylum coca - côca
- Erythroxylum cumanense
- Erythroxylum deciduum
- Erythroxylum ecarinatum
- Erythroxylum ellipticum - cây dầu hỏa hay cây nhựa thông
- Erythroxylum fimbriatum
- Erythroxylum glaucum
- Erythroxylum gracilipes
- Erythroxylum hypericifolium
- Erythroxylum impressum
- Erythroxylum incrassatum
- Erythroxylum laurifolium
- Erythroxylum lucidum
- Erythroxylum macrocnemum
- Erythroxylum macrophyllum
- Erythroxylum mamacoca
- Erythroxylum monogynum
- Erythroxylum montanum
- Erythroxylum mucronatum
- Erythroxylum novogranatense
- Erythroxylum ovalifolium
- Erythroxylum ovatum
- Erythroxylum panamense
- Erythroxylum pelleterianum
- Erythroxylum pulchrum
- Erythroxylum recurrens
- Erythroxylum retusum
- Erythroxylum rotundifolium
- Erythroxylum shatoni
- Erythroxylum steyermarkii
- Erythroxylum ulei
- Erythroxylum vacciniifolium - catuaba
- Erythroxylum zambesiacum

## Hình ảnh

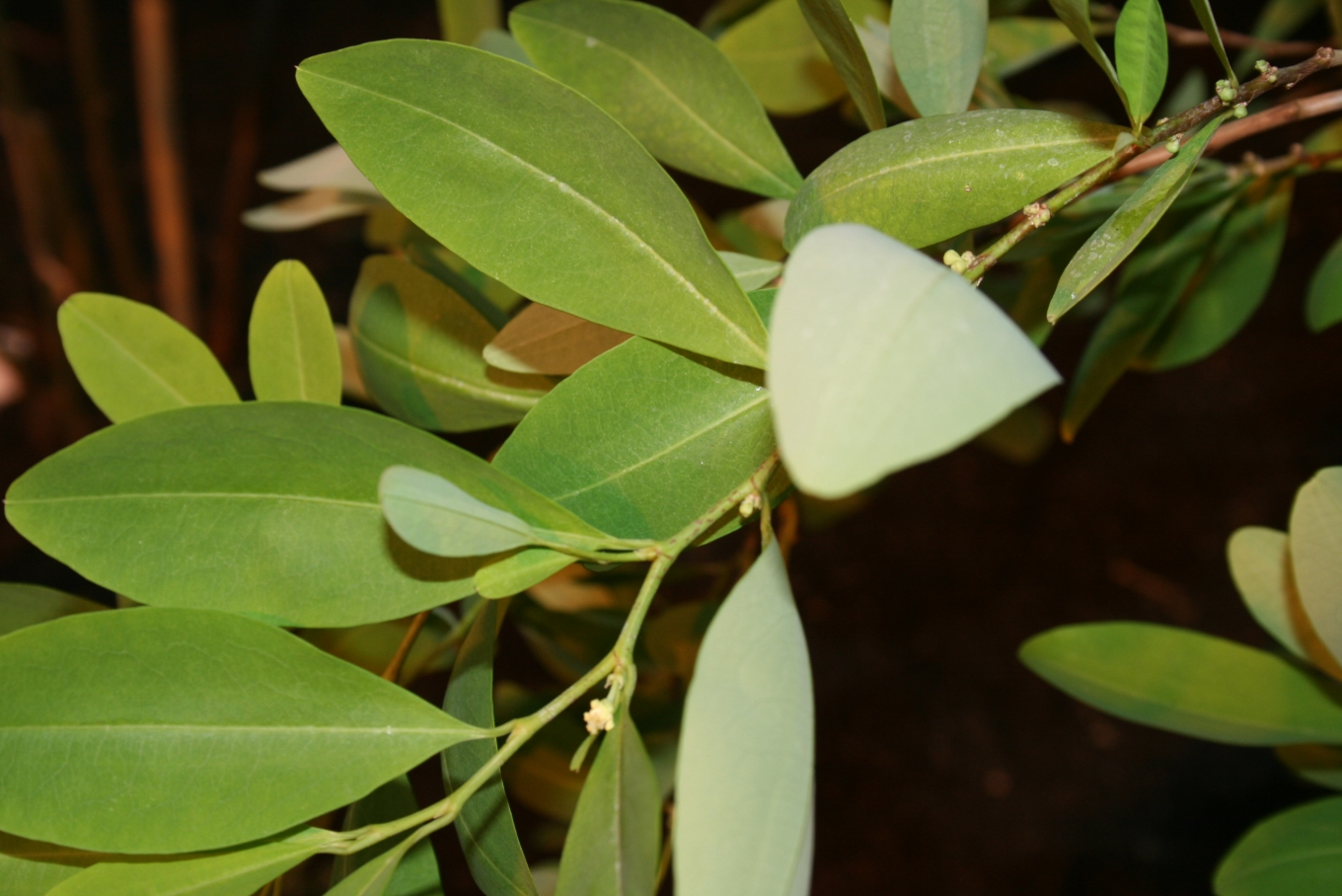
Lá côca (Erythroxylum coca)
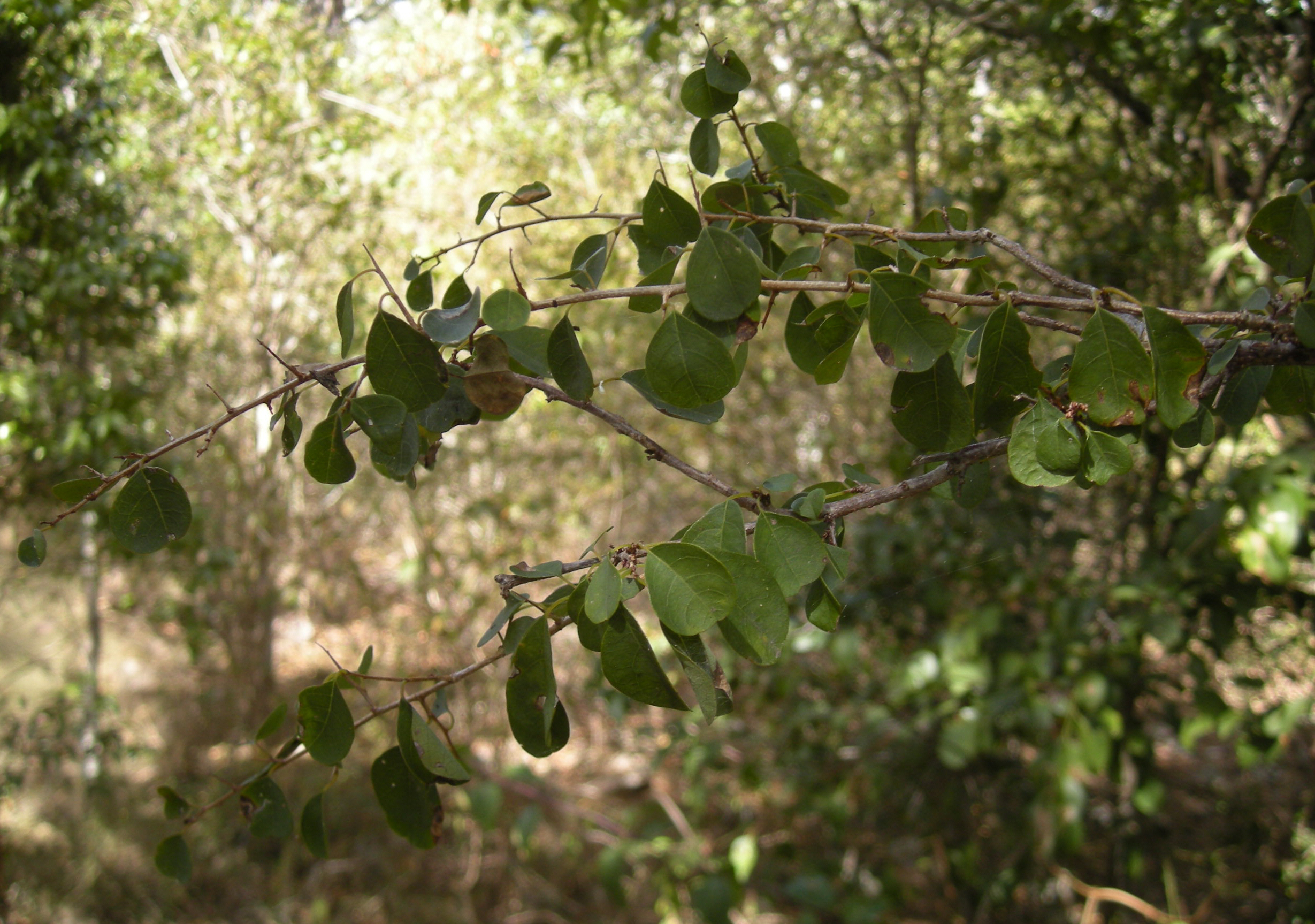
Lá của Erythroxylum australe
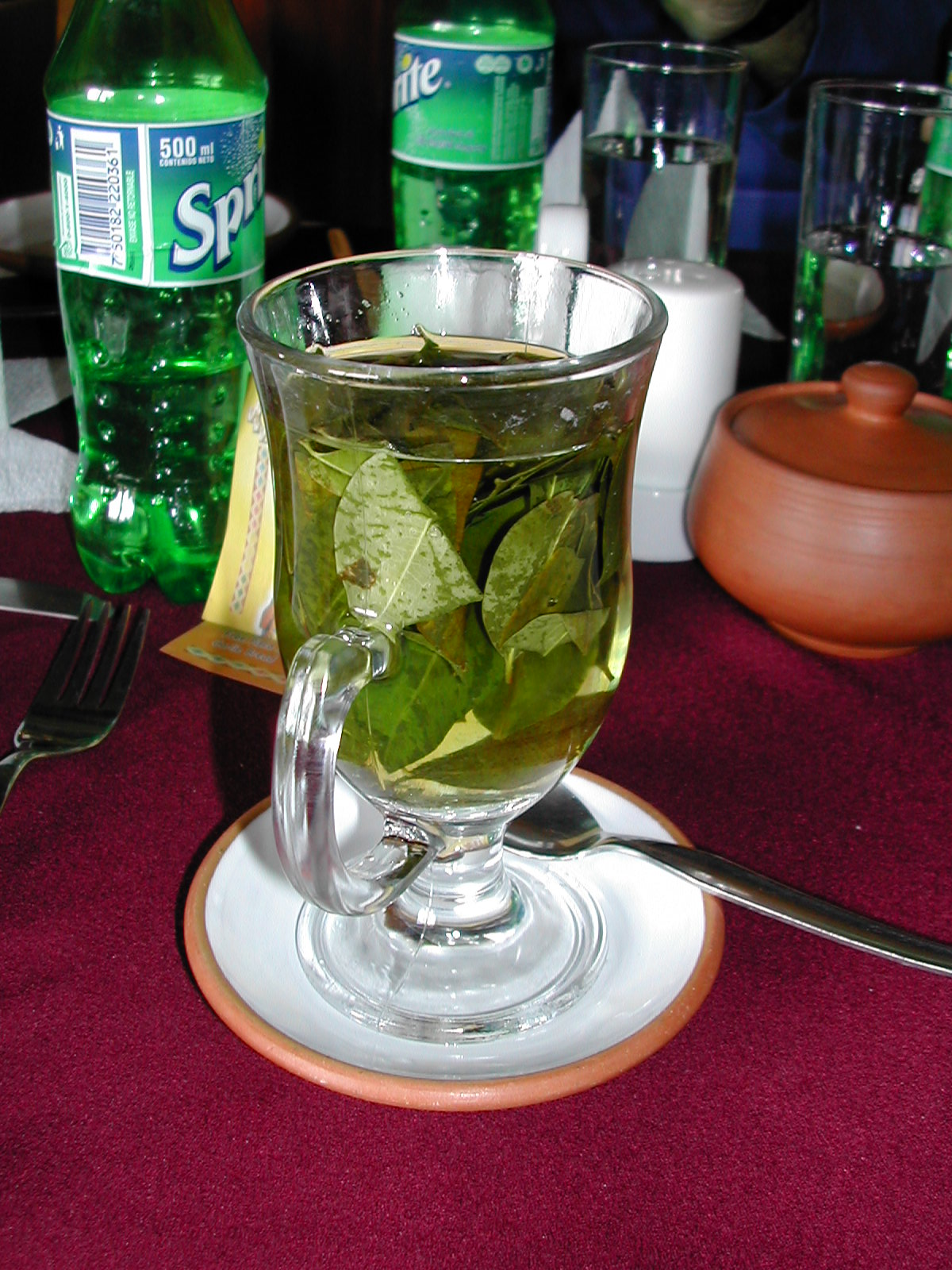
Trà côca
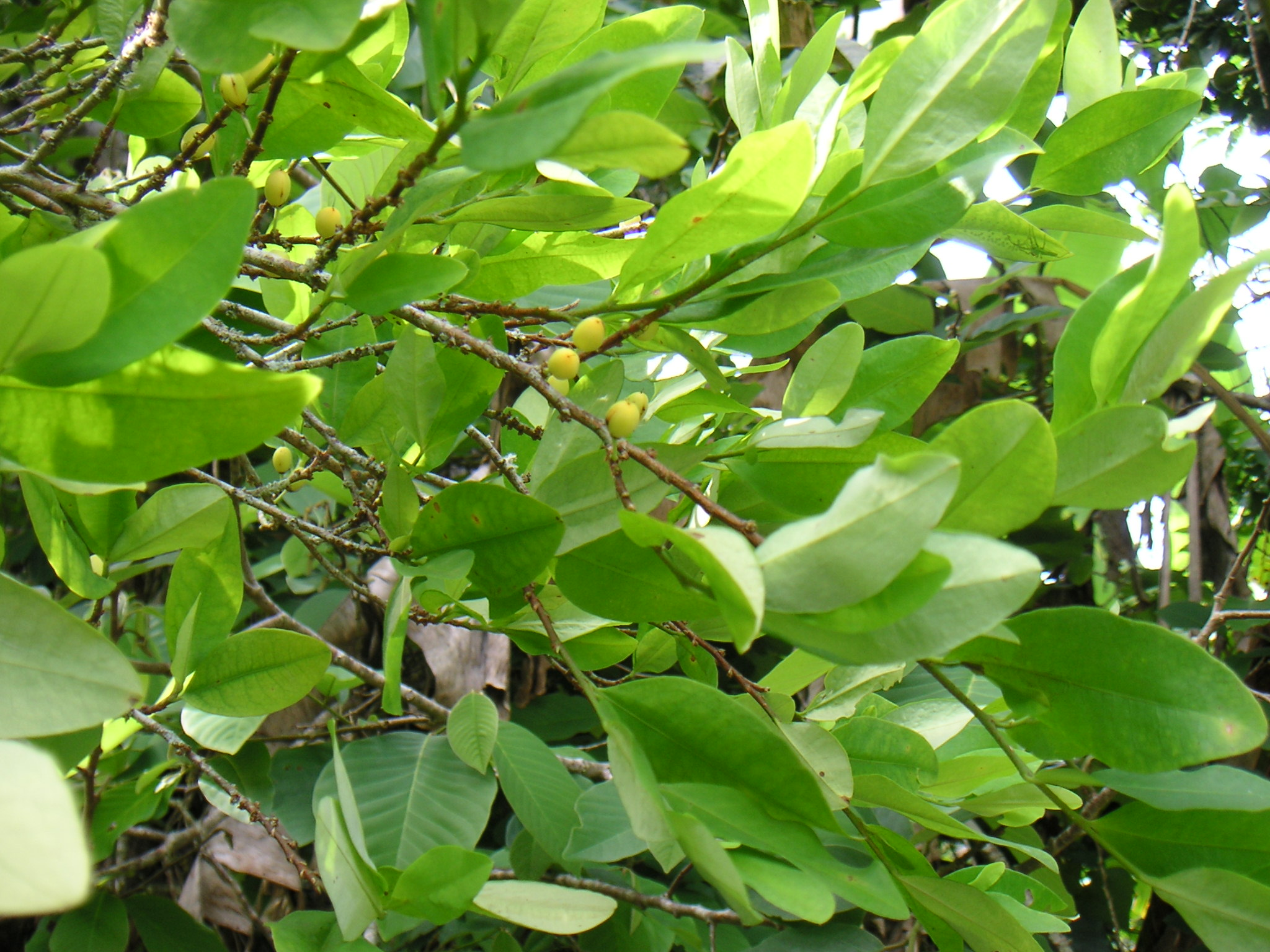
Cây côca
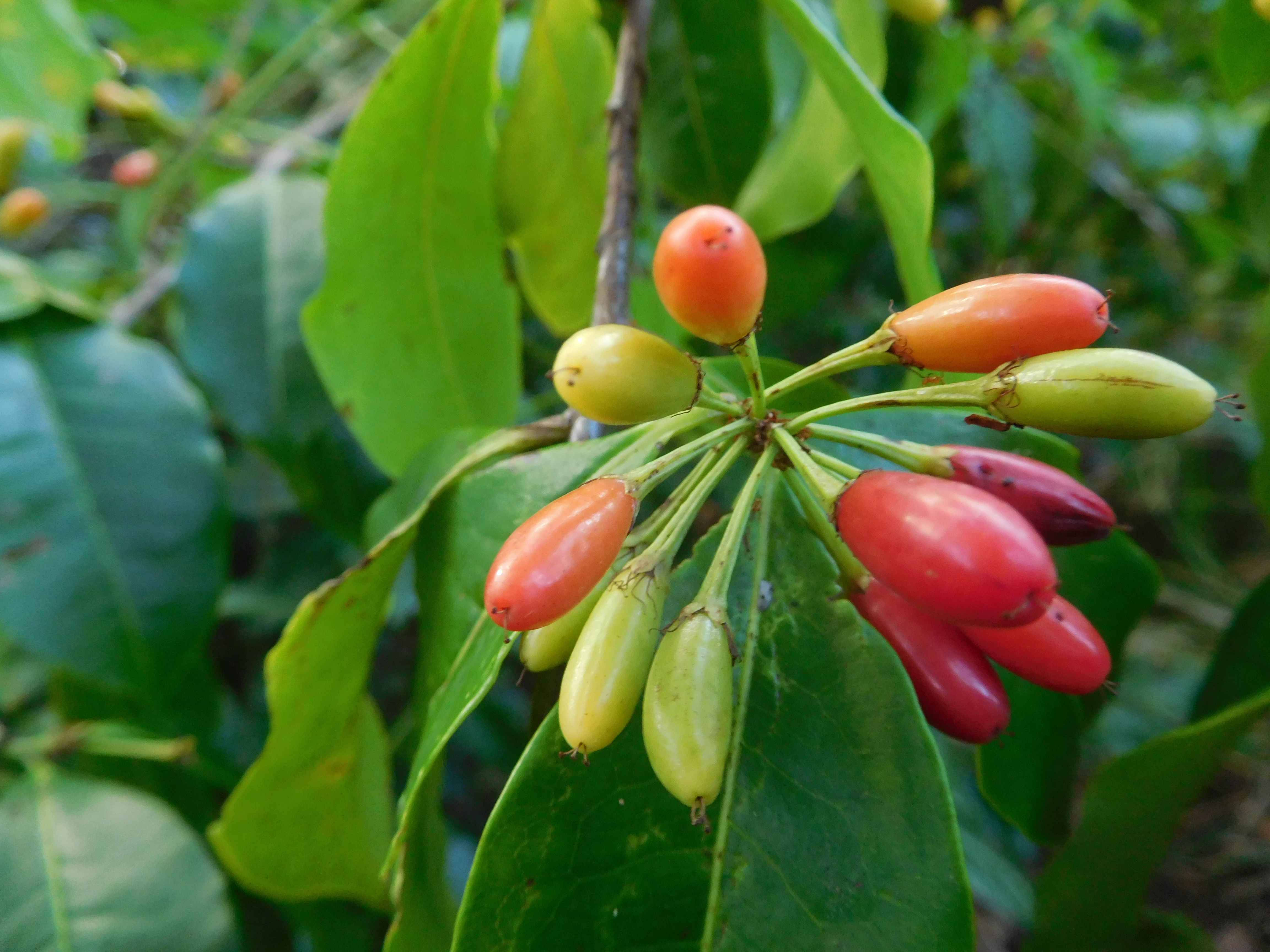
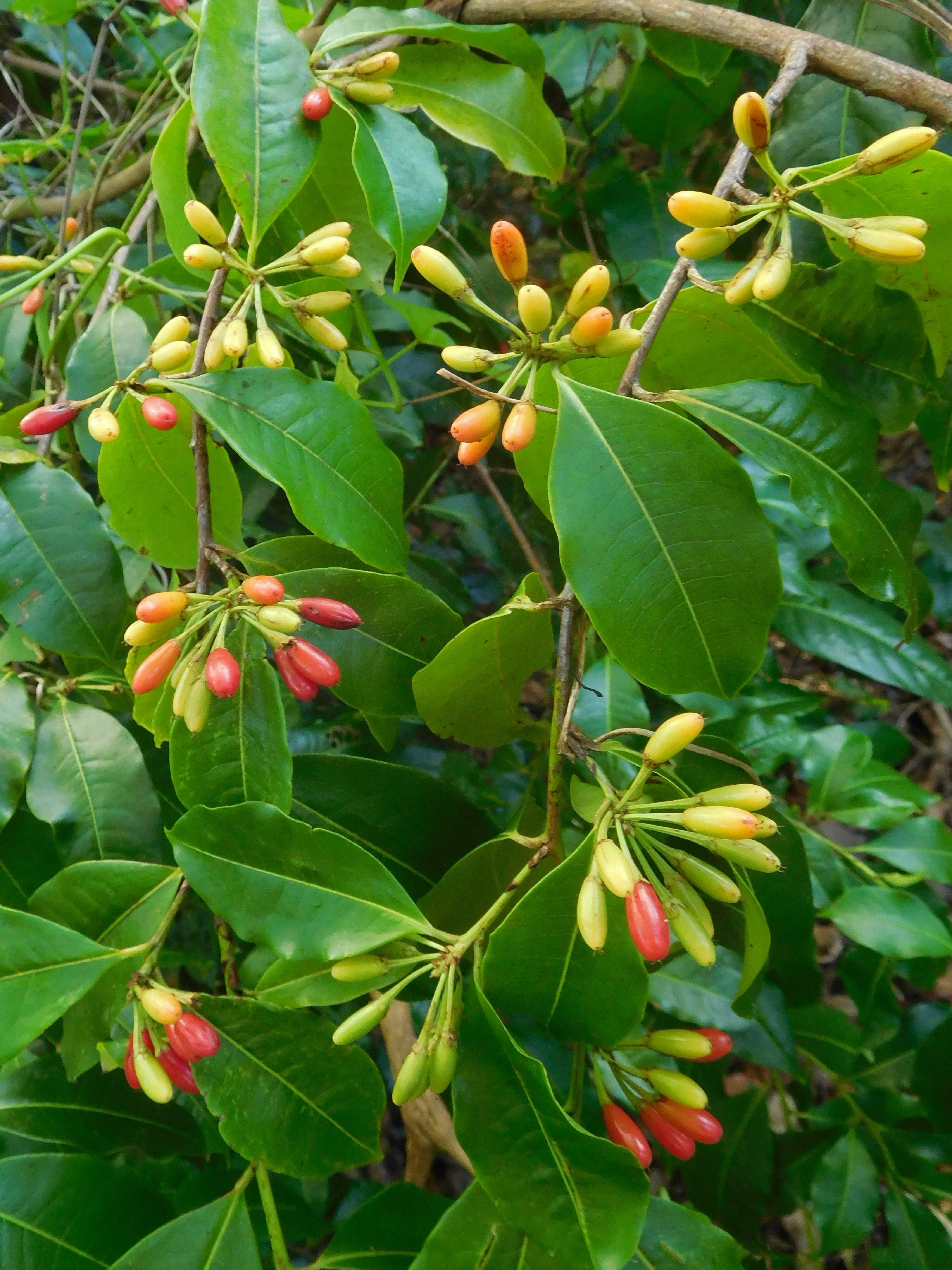